# جوزيف تيسو

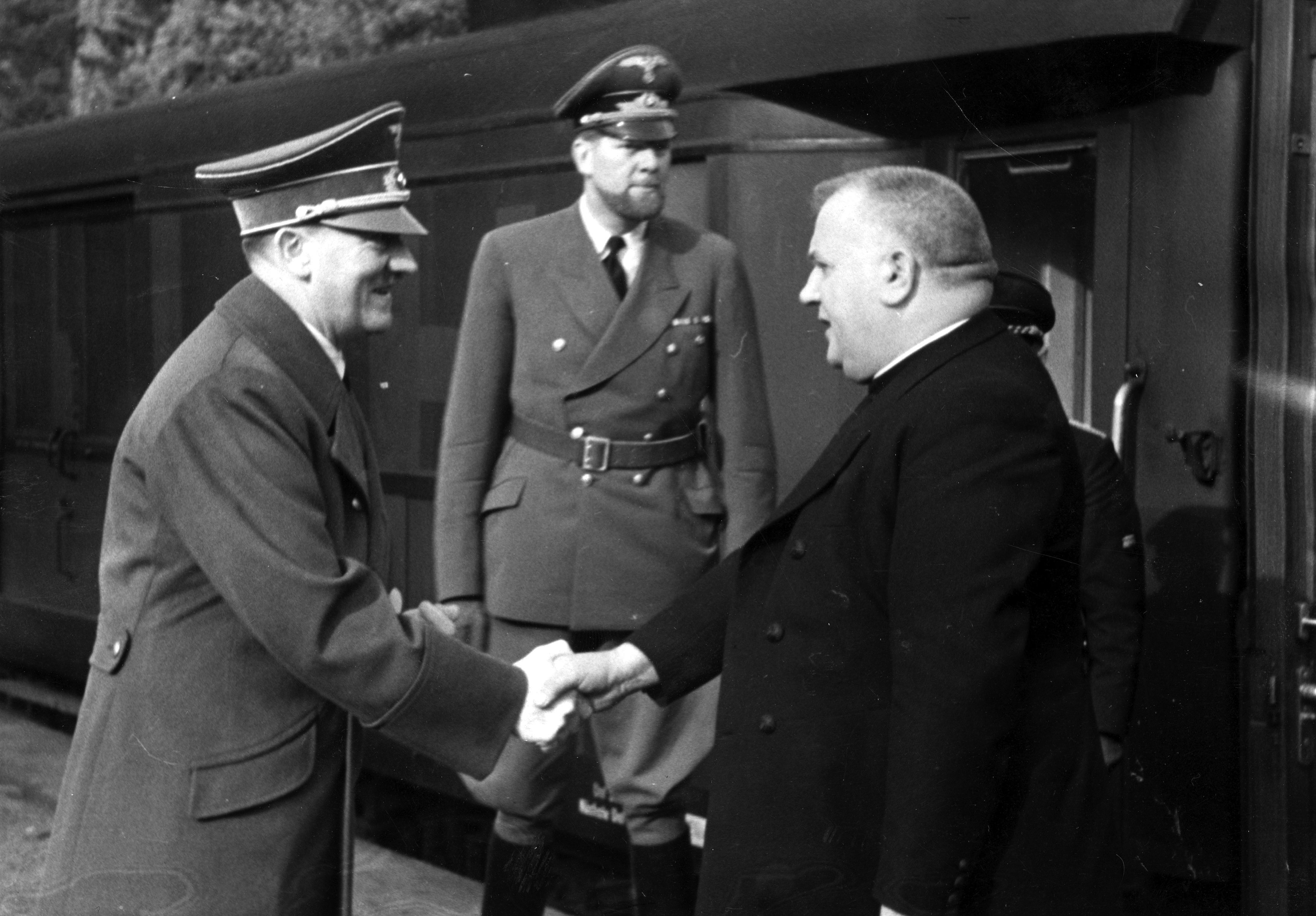
جوزيف تيسو مع أدولف هتلر

جوزيف تيسو (بالسلوفاكية: Jozef Tiso) ‏(13 أكتوبر 1887 - 18 إبريل 1947) قسيس كاثوليكي سياسي سلوفاكي، شغل منصب رئيس وزراء سلوفاكيا (14 مارس - 26 أكتوبر 1939) ورئيس الجمهورية (1939-1945).
وُلد تيسو في عام 1887 في ناجيبيتشي، جزء من المجر آنذاك واليوم جزء من سلوفاكيا. درس تيسو عدة لغات خلال مسيرته الدراسية، بما في ذلك العبرية والألمانية، وكان قد تعرف على الكهنوت منذ صغره. ساهم في مكافحة الفقر المحلي ومشكلة الإدمان على الكحول في سلوفاكيا الحالية. انضم إلى حزب الشعب السلوفاكي في عام 1918 وأصبح زعيم الحزب في عام 1938 بعد وفاة أندريه هلينكا.
في 14 مارس 1939، اعتمدت الجمعية السلوفاكية في براتيسلافا بالإجماع القانون رقم 1/1939 الذي حول الجمهورية السلوفاكية المستقلة (التي كانت جزءًا من تشيكوسلوفاكيا حتى ذلك الحين) إلى بلد مستقل. تعاون تيسو مع ألمانيا في ترحيل اليهود، إذ رُحّل العديد من اليهود السلوفاك إلى معسكرات الإبادة والاعتقال في ألمانيا وبولندا المحتلة من قبل ألمانيا. نُفذت عمليات الترحيل بين 25 مارس 1942 حتى 20 أكتوبر 1942. تم محاربة التمرد الشعبي المناهض للفاشية، الذي وصل إلى ذروته في انتفاضة سلوفاكيا الوطنية في صيف عام 1944، والتي قامت السلطات العسكرية الألمانية بقمعها، حيث تم تنفيذ عمليات إعدام للعديد من قادتها. ونتيجة لذلك، في 30 سبتمبر 1944، تم استئناف عمليات ترحيل اليهود، وتم ترحيل 13,500 شخص إضافي.
عندما اجتاحت الجيش الأحمر السوفيتي المناطق الأخيرة في غرب سلوفاكيا في أبريل 1945، لجأ تيسو إلى النمسا ثم ألمانيا، حيث اعتقلته القوات الأمريكية وسُلم إلى تشيكوسلوفاكيا المستعادة، إذ أدين بارتكابه الخيانة العظمى والانقلاب ضد الانتفاضة الوطنية والتعاون مع النازيين، وتم إعدامه شنقًا في عام 1947 ودُفن في براتيسلافا. في عام 2008، تم دفن رفاته في المقبرة الكنسية في نيترا، سلوفاكيا.

## روابط خارجية
- جوزيف تيسو على موقع IMDb (الإنجليزية)
- جوزيف تيسو على موقع الموسوعة البريطانية (الإنجليزية)
- جوزيف تيسو على موقع مونزينجر (الألمانية)
- جوزيف تيسو على موقع قاعدة بيانات الفيلم (الإنجليزية)